# Ravensara acutifolia
Ravensara acutifolia är en lagerväxtart som beskrevs av André Joseph Guillaume Henri Kostermans. Ravensara acutifolia ingår i släktet Ravensara och familjen lagerväxter. Inga underarter finns listade i Catalogue of Life.